# Carlos Santos Ferreira
Carlos Jorge Ramalho dos Santos Ferreira (Lisboa, 23 de Fevereiro de 1949) é um gestor português.
Licenciou-se em Direito, pela Universidade de Lisboa, em 1971. Entre 1972 e 1974 foi jurista na Divisão de Contratação Colectiva do Fundo de Desenvolvimento e Mão-de-Obra e assistente do Centro de Estudos Sociais do Ministério das Corporações e Previdência Social. Entre 1977 e 1988 foi assistente das Faculdades de Direito da Universidade de Lisboa e da Universidade Católica Portuguesa e da Faculdade de Economia da Universidade Nova de Lisboa. Em simultâneo, foi membro do Conselho de Gerência da ANA, até 1987. Participou na Comissão da Reforma Fiscal, entre 1984 e 1988. Presidiu ao Conselho de Administração da Fundição de Oeiras, de 1987 a 1989. De 1989 a 1991 presidiu à Companhia do Aeroporto de Macau. Em 1992 torna-se administrador do Banco Pinto & Sotto Mayor, depois presidente do Conselho de Administração, até 1999. Nesse ano passa a administrador, depois presidente, da Império Bonança, até 2003. Seguidamente, vice-presidente da Estoril-Sol, até 2005. Até 2008 preside ao Conselho de Administração da Caixa Geral de Depósitos e, desde então, ao Conselho de Administração do Millenium BCP.